# Geschichtsblätter des Deutschen Hugenotten-Vereins
Geschichtsblätter des Deutschen Hugenotten-Vereins titelt die seit dem 19. Jahrhundert vom Deutschen Hugenottenverein, dem Vorläufer der heutigen Deutschen Hugenotten-Gesellschaft, herausgegebene Zeitschrift, die sich mit dem Werdegang insbesondere der deutschen Hugenotten befasst. Die Zeitschriftendatenbank ordnet den Inhalt den Sachgruppen Geschichte und Geographie zu.
Das ab 1890 in Magdeburg in der Heinrichshofensche Buchhandlung, teils in Flensburg, Obersickte und Braunschweig und zuletzt in Karlshafen erschienene Periodikum wurde jeweils zu 10 Bänden zusammengefasst, die als „Zehnt“ bezeichnet werden. Dabei sprangen teilweise die Erscheinungsjahre, wobei das Zehnt 14-5 bis 14-10 in der Reihe nicht erschienen ist.
1924 wurde für die Zählung eine „Neue Folge“ begonnen, die die Ausgaben bis zum Jahr 1995 umfasste.
2006 erschien eine CD-ROM-Ausgabe mit dem Index der Jahrgänge 1890 bis 1988.
Fortgesetzt wurde die Reihe mit den Geschichtsblättern der Deutschen Hugenotten-Gesellschaft.